# Hermigua
Hermigua ist eine der sechs Gemeinden der Kanareninsel La Gomera. Sie liegt im Nordosten der Insel. Hermigua ist gleichzeitig Name des Verwaltungssitzes.

## Geschichte
Das Tal Hermigua wurde schon von den Gomeros (Altkanarier) bewohnt. Bei ihnen gehörte es zum Gebiet der Mulagua. Der Ursprung der Gemeinde Hermigua liegt im 16. Jahrhundert, als der Ortsteil Valle Alto entstand.

## Wirtschaft
Hermigua gilt als das wasserreichste Tal La Gomeras und wird ganzjährig vom Rio del Cedro versorgt. Deshalb lebt Hermigua neben wenig Tourismus hauptsächlich von Landwirtschaft. Die meist sonnige Seite des Tales wurde bis zum höchsten noch bewässerbaren Niveau terrassiert. Hier werden unter anderem Kartoffeln, Papayas, Bananen, Getreide, Hülsenfrüchte, Kürbisse, Bohnen und Trauben angebaut.
Der Nationalpark Garajonay, der zum Teil auch zur Gemeinde Hermigua gehört, liegt sechs Kilometer südwestlich des Zentrums von Hermigua.

## Orte der Gemeinde
Die Einwohnerzahlen in Klammern stammen aus dem Jahr 2007:
- Hermigua (433)
- Los Aceviños (81)
- Las Cabezadas (62)
- Callejon de Ordaiz (122)
- Las Casas (212)
- El Cedro (29)
- El Corralete (34)
- El Curato (110)
- El Estanquillo (136)
- Las Hoyetas (81)
- Ibo Alfaro (104)
- Llano Campos (94)
- Monteforte (59)
- Las Nuevitas (121)
- El Palmarejo (34)
- Piedra Romana (145)
- Las Poyatas (69)
- Santa Catalina (139)
- El Tabaibal (105)

## Interessante Orte

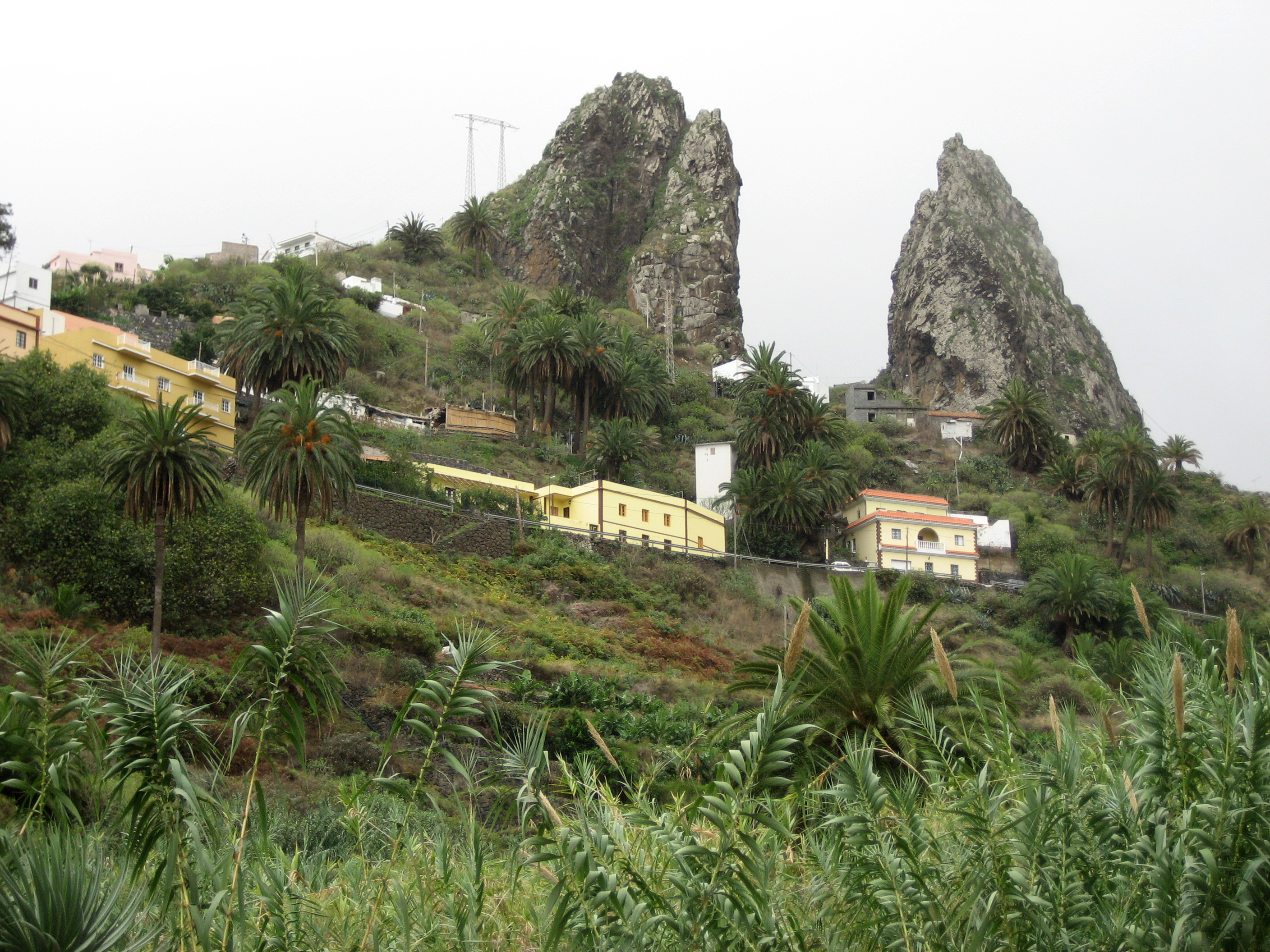
Wahrzeichen von Hermigua: Zwillingsfelsen Roques de San Pedro

- Das Wahrzeichen des Ortes, der charakteristische Zwillingsfelsen Roques de San Pedro, ein alter Vulkanschlot bei Monteforte.
- Valle Alto hieß die erste Siedlung Hermiguas, wo sich auch die Kirche Iglesia de Santo Domingo de Guzmán und das gleichnamige Kloster, erbaut in den Jahren 1515 bis 1520, befinden. In ihr sind barocke Gemälde, maurische Stilelemente und Bilder der Escuela popular zu sehen.
- Später kam der neue Teil Valle Bajo mit der 1650 entstandenen Iglesia de Nuestra Señora de la Encarnación mit der Jungfrau-Skulptur des Bildhauers Fernando Estévez dazu.
- Volkskundliches Museum Los Telares, das neben Weberei auch anderes Kunsthandwerk zeigt
- Der Wald Cedro und die Kapelle von Nuestra Señora de Lurdes
- Der Wasserfall von El Chorro (höchster Wasserfall der Insel mit über 100 m Höhe)
- Der Naturpark von Majona, östlich von Hermigua
- Die ehemalige Verschiffungsstelle (mit La Piscina - ehemaliges Bananenwaschbecken und heutiges Meerwasserschwimmbecken)